# Golden Gate Gales
Il Golden Gate Gales è stata una società di calcio statunitense, con sede a Oakland.

## Storia
Il Golden Gate Gales partecipò ad un'unica edizione dell'American Soccer League, all'epoca la seconda più importante divisione calcistica del Nordamerica dopo la North American Soccer League. In quell'unica stagione, la ASL 1980, sotto la guida del giocatore-allenatore Lee Atack, ottenne il quarto ed ultimo posto della American Conference. Miglior marcatore stagionale del club e della lega fu Mal Roche. Il club chiuse i battenti al termine di quella stagione.
Nel 1967 esistette un'omonima squadra ma con sede a San Francisco, il San Francisco Golden Gate Gales, militante nella United Soccer Association.